# Niederkorn
Niederkorn (Luxemburgs: Nidderkuer) is een plaats in de gemeente Differdange en het kanton Esch-sur-Alzette in Luxemburg. Niederkorn telt 3047 inwoners (2001). Voetbalclub Progrès Niederkorn is afkomstig uit deze plaats.
In de stad woonde ook een zwever, Pierre Adolphe Schockmell, met de bijnaam Dolles. In 2012 werd voor hem een monument in de stad opgericht.

## Geboren
- Théo Kerg (1909-1993), beeldhouwer, graficus, glazenier, kunstschilder
- Fernand Brosius (1934), voetballer
- Vic Nurenberg (1930-2010), voetballer

Differdange · Lasauvage · Niederkorn · Oberkorn

Luxemburgse gemeenten · Kanton Esch-sur-Alzette · Luxemburg
- Gemeinsame Normdatei: 7547653-8
- MusicBrainz: 989661a4-1469-4a1e-a68c-0ff98153281f
- Virtual International Authority File: 245868836